# Taraban (Paguyangan)
Taraban is een bestuurslaag in het regentschap Brebes van de provincie Midden-Java, Indonesië. Taraban telt 10.267 inwoners (volkstelling 2010).